# Microchrysa rozkosnyi
Microchrysa rozkosnyi är en tvåvingeart som beskrevs av Mason 1997. Microchrysa rozkosnyi ingår i släktet Microchrysa och familjen vapenflugor. Inga underarter finns listade i Catalogue of Life.